# Max Burwitz
Max Burwitz (* 9. Februar 1896 in Anklam; † 22. März 1974 in Rostock) war ein deutscher Kommunalpolitiker (SED). Er war von 1947 bis 1949 Oberbürgermeister der Stadt Greifswald und danach bis 1952 Oberbürgermeister von Rostock.

## Leben
Max Burwitz besuchte nach der Volksschule und dem Gymnasium von 1910 bis 1914 das Lehrerseminar in Anklam. Er leistete im Ersten Weltkrieg Militärdienst und geriet in englische Gefangenschaft. 1919/20 besuchte er erneut das Lehrerseminar und war bis 1922 Hilfslehrer in Anklam. Nach dem Besuch des Gewerbelehrerseminars in Berlin-Charlottenburg 1922/23 war er bis 1933 Gewerbeoberlehrer in der Städtischen Berufsschule Anklam. 1924 trat er in die Sozialdemokratische Partei Deutschlands (SPD) ein, für die er in der Folgezeit als Stadtverordneter und Mitglied im Kreisausschuss wirkte. Wegen seiner antifaschistischen Einstellung wurde Max Burwitz in der Zeit des Nationalsozialismus aus dem Staatsdienst entlassen und war in der Industrie tätig. Im Zweiten Weltkrieg leistete er 1939/40 Militärdienst und war danach dienstverpflichtet.
1945 wurde er Bürgermeister von Greifswald-Eldena sowie Stadtrat und Kulturdezernent der Stadt Greifswald. 1946 wurde er mit der Zwangsvereinigung von SPD und KPD Mitglied der Sozialistischen Einheitspartei Deutschlands (SED). Von 1947 bis 1949 war er Oberbürgermeister von Greifswald, von 1949 bis 1952 Oberbürgermeister in Rostock. Anschließend war er bis 1961 Leiter des Staatlichen Vertragsgericht des Bezirks Rostock und Mitglied der SED-Bezirksleitung Rostock. Von 1961 bis 1965 war er Lehrer für Staatsbürgerkunde an der ersten Erweiterten Oberschule in Rostock.
Max Burwitz starb 1974 in Rostock und wurde auf dem Neuen Friedhof beigesetzt.

## Ehrungen
Nach seinem Tod wurden Polytechnische Oberschulen in Rostock und in Neuenkirchen bei Greifswald nach ihm benannt.